# Floribundaria leptonema
Floribundaria leptonema är en bladmossart som beskrevs av Brotherus 1906. Floribundaria leptonema ingår i släktet Floribundaria och familjen Meteoriaceae. Inga underarter finns listade i Catalogue of Life.